# McFadden & Whitehead
McFadden & Whitehead waren ein US-amerikanisches Contemporary R&B-Duo, bestehend aus Gene McFadden und John Whitehead. Ihr erfolgreichster Hit war das Lied Ain’t No Stoppin’ Us Now aus dem Jahr 1979.

## Geschichte
Als Teenager trafen sich Gene McFadden und John Whitehead in ihrer Schule in Philadelphia und gründeten die Band The Epsilons. Zu den Mitgliedern gehörten auch Allen Beatty, James Knight, und Lloyd Parks, der später zu Harold Melvin and the Blue Notes ging. Als Otis Redding in Philadelphia ein Konzert abhalten wollte, wurden die Epsilons als Vorgruppe beauftragt. Sie tourten mit ihm bis zu seinem Tod beim Flugzeugabsturz 1967. Sie unterzeichneten 1970 einen Plattenvertrag bei Stax Records, hatten zeitgleich mit dem Song The Echo einen kleinen Hit und lösten sich später auf.
Danach waren McFadden und Whitehead als Songwritern in den 1970ern aktiv. Sie schrieben unter anderem Back Stabbers von den O’Jays, Bad Luck und Wake Up Everybody von Harold Melvin and the Blue Notes und The More I Get, The More I Want und Cold, Cold World von Teddy Pendergrass. Teilweise schrieben sie die Lieder in Zusammenarbeit mit Victor Carstaphen.
Als Duo gründeten sich beide im Jahr 1977 unter dem Namen McFadden & Whitehead. Im Jahr 1979 erreichten sie ihren Durchbruch mit ihrem Debütalbum McFadden & Whitehead. Darauf enthalten ist auch ihr größter Hit Ain’t No Stoppin’ Us Now, das in den US Hot R&B/Hip-Hop Songs Platz 1 erreichte und für den Verkauf von acht Millionen Singles bei den Grammy Awards 1980 in der Kategorie Beste Gesangsdarbietung als Duo oder Gruppe – R&B nominiert wurde. Auch in Europa (in Irland Platz 9 und Niederlande Platz 39; außer in den deutschsprachigen Ländern) war das Lied recht erfolgreich. In den Nachfolgejahren konnten sie ihren Erfolg nicht mehr wiederholen und gelten somit international als One-Hit-Wonder.
Am 11. Mai 2004 arbeitete Whitehead zusammen mit seinem Freund Ohmed Johnson an einem Auto hinter seinem Haus in Philadelphia, als zwei Männer auf sie das Feuer eröffneten. Johnson wurde von einer Kugel am Gesäß getroffen und überlebte schwer verletzt. Whitehead wurde – 55-jährig – durch einen Genicktreffer getötet; es wird von einer Hinrichtung gesprochen.
Im Jahr von John Whiteheads Ermordung, 2004, gab McFadden seine Leber- und Lungenkrebs-Erkrankung offiziell bekannt. Am 27. Januar 2006 erlag er seiner Krebserkrankung. Er hinterließ eine Frau, zwei Söhne und zwei Töchter.

## Diskografie

### Alben
| Jahr | Titel                | Höchstplatzierung, Gesamtwochen, AuszeichnungChartsChartplatzierungen (Jahr, Titel, Platzierungen, Wochen, Auszeichnungen, Anmerkungen) | Anmerkungen                       |
| Jahr | Titel                | US | Anmerkungen                       |
| ---- | -------------------- | --- | --------------------------------- |
| 1979 | McFadden & Whitehead | US23 Gold · (… Wo.)US | Erstveröffentlichung: 1. Mai 1979 |

Weitere Alben
- 1980: I Heard It in a Love Song
- 1982: Movin’ On
- 2004: Ain’t No Stoppin’ Us Now: The Best of the PIR Years

### Singles
| Jahr | Titel Album                                   | Höchstplatzierung, Gesamtwochen, AuszeichnungChartplatzierungen (Jahr, Titel, Album, Platzierungen, Wochen, Auszeichnungen, Anmerkungen) | Höchstplatzierung, Gesamtwochen, AuszeichnungChartplatzierungen (Jahr, Titel, Album, Platzierungen, Wochen, Auszeichnungen, Anmerkungen) | Anmerkungen                                       |
| Jahr | Titel Album                                   | UK | US | Anmerkungen                                       |
| ---- | --------------------------------------------- | --- | --- | ------------------------------------------------- |
| 1979 | Ain’t No Stoppin’ Us Now McFadden & Whitehead | UK5 Silber · (10 Wo.)UK | US13 (18 Wo.)US | Erstveröffentlichung: 26. April 1979              |
| 1984 | Ain’t No Stoppin’ (Ain’t No Way) –            | UK81 (3 Wo.)UK | — | Erstveröffentlichung: 1984                        |
| 1985 | Ain’t No Stoppin’ Us Now –                    | UK93 (1 Wo.)UK | — | Erstveröffentlichung: 1985 Wiederveröffentlichung |

Weitere Singles
- 1979: Do You Want to Dance
- 1979: I’ve Been Pushed Aside
- 1980: I Heard It in a Love Song
- 1980: That Lets Me Know I’m in Love
- 1982: One More Time